# Mac Publishing
Mac Publishing – utworzone w 1997 r. wydawnictwo (joint venture) przedsiębiorstw International Data Group i Ziff-Davis, dotychczasowych wydawców największych magazynów poświęconych maszynom Apple Macintosh – Macworld i MacUser; w rezultacie powstał magazyn Macworld, incorporating MacUser.
Przedsiębiorstwo przejęła także wydawany przez Ziff-Davis MacWEEK, który został zamieniony na serwis online i wydawany przez krótki czas drukowany magazyn eMediaWeekly. Później zakupiony został serwis MacCentral Online.
Pod koniec 2001 r. wydawnictwo stało się wyłączną własnością IDG, po wykupieniu przez IDG akcji Ziff-Davis.